# Onrust (schip, 2009)
De huidige Onrust is een replica van een Nederlands schip met die naam en werd gebouwd door Adriaen Block met de bemanning van de Tyger. (Dat schip was door brand vernietigd.) Het schip, een jacht, was het eerste overdekte schip dat in zijn geheel in Amerika is gebouwd. De bouw duurde drie maanden (januari tot april 1614) op Manhattan. Vanwege de korte bouw wordt aangenomen dat de Lenape-indianen mee hebben geholpen, maar dit is niet gedocumenteerd. Het schip was 13 meter lang en kon 14,5 ton aan vracht vervoeren.
In 1614 zeilde Block door de draaikolken van de East River naar de Long Island Sound. Hier ontdekte hij Block Island. Block was ook de eerste Europeaan die de Connecticut River bevoer. Hij kwam ongeveer 100 kilometer landinwaarts, tot de Enfield-watervallen.
Behalve het vinden van diverse binnenlandse vaarroutes, het opzetten van handelsnetwerken en het in kaart brengen van inheemse dorpjes, zijn de eerste twee nauwkeurige kaarten van de oostkust van de VS getekend aan de hand van reizen van de Onrust. Het was daarmee het eerste onderzoeksschip in Amerika.
Later dat jaar zag Block een ander Nederlands schip en zeilde hij op 1 oktober 1614 terug naar Nederland. De Onrust is in 1616 voor het laatst genoemd terwijl het schip de Nieuwe Rivier ging ontdekken, tegenwoordig bekend als de Delaware River.
Van 2006 tot 2009 bouwde de stichting New Netherland Routes, Inc. een replica van de Onrust in Rotterdam, New York. Er werd gebruikgemaakt van authentieke zeventiende-eeuwse technieken, herontdekt door de scheepsbouwer van de stichting. Als materiaal werd voornamelijk wit eiken gebruikt met een dek van vurenhout. De replica wordt bijeengehouden door 4000 handgemaakte pinnen van de valse acacia. Metalen delen zijn van authentiek messing.